# Симоне Инцаги
Симоне Инцаги (итал. Simone Inzaghi; Пјаченца, 5. април 1976) јесте италијански фудбалски тренер и бивши фубалер. Тренутно је тренер саудијског клуба Ел Хилал. 
Током каријере играо је за осам клубова, укључујући и Пјаченцу и Лацио (у којем је остао преко једне деценије). За репрезентацију Италије одиграо је три утакмице.
Послом тренера почео је да се бави 2010. у млађим селекцијама Лација, а шест година касније постављен је за тренера првог тима.
Његов брат Филипо Инцаги је такође фудбалер.

### Репрезентативна статистика
| Италија | Италија  | Италија |
| Година  | Утакмица | Голова  |
| ------- | -------- | ------- |
| 2000    | 2        | 0       |
| 2001    | 0        | 0       |
| 2002    | 0        | 0       |
| 2003    | 1        | 0       |
| Укупно  | 3        | 0       |

## Статистика (као тренер)
Последња измена 31. маја 2025.
| Тим      | Од             | До            | Статистика | Статистика | Статистика | Статистика | Статистика |
| Тим      | Од             | До            | Утк        | Поб        | Нер        | Пор        | Поб %      |
| -------- | -------------- | ------------- | ---------- | ---------- | ---------- | ---------- | ---------- |
| Лацио    | 3. април 2016. | 27. мај 2021. | 251        | 134        | 45         | 72         | 53.39      |
| Интер    | 1. јул 2021.   | 3. јун 2025.  | 217        | 141        | 41         | 35         | 64.98      |
| Ел Хилал | 5. јун 2025.   | данас         | 0          | 0          | 0          | 0          | —          |
| Укупно   | Укупно         | Укупно        | 468        | 275        | 86         | 107        | 58.76      |

## Највећи успеси

### Као играч

#### Новара
- Серија Ц2 (1) : 1995/96.

#### Лумецане
- Серија Ц2 (1) : 1996/97.

#### Лацио
- Серија А (1) : 1999/00.
- Куп Италије (3) : 1999/00, 2003/04, 2008/09.
- Суперкуп Италије (2) : 2000, 2009.
- Суперкуп Европе (1) : 1999.

### Као тренер

#### Лацио (примавера)
- Куп Италије Примавера (2) : 2013/14, 2014/15.
- Суперкуп Италије Примавера (1) : 2014.

#### Лацио
- Куп Италије (1) : 2018/19.
- Суперкуп Италије (2) : 2017, 2019.

#### Интер
- Серија А (1) : 2023/24.
- Куп Италије (2) : 2021/22, 2022/23.
- Суперкуп Италије (3) : 2021, 2022, 2023.
- Лига шампиона : финале 2022/23, 2024/25.